# Kim Woo-min
Kim Woom-min (김우민?; 24 agosto 2001) è un nuotatore sudcoreano, specializzato nello stile libero.

## Carriera
Specializzato nello stile libero, ha vinto la medaglia d'oro nei 400m stile libero ai mondiali di Doha 2024 e quella di bronzo, nella medesima specialità, alle Olimpiadi di Parigi dello stesso anno.

## Palmarès
- Giochi olimpici

Parigi 2024: bronzo nei 400m sl.
- Mondiali

Doha 2024: oro nei 400m sl, argento nella 4x200m sl.
Singapore 2025: bronzo nei 400m sl.
- Giochi asiatici

Hangzhou 2022: oro nei 400m sl, negli 800m sl e nella 4×200m sl, argento nei 1500m sl.